# گروه اولشتاین
گروه اولشتاین (انگلیسی: Ulstein Group) شرکت کشتی‌سازی نروژی است، که در سال ۱۹۱۷ تأسیس شد.